# Östliches Heupferd

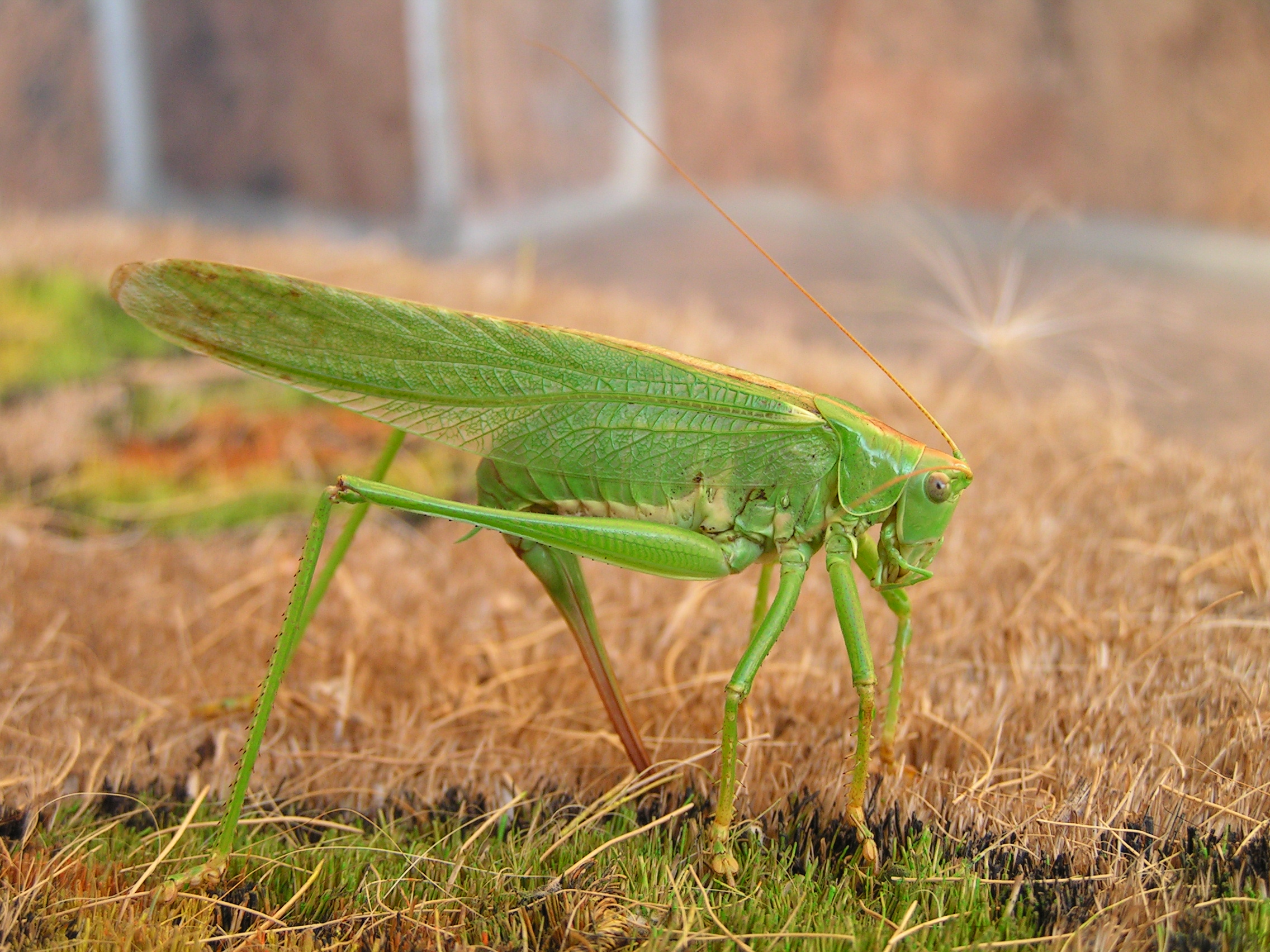
Östliches Heupferd (Tettigonia caudata), Weibchen bei der Eiablage

Das Östliche Heupferd (Tettigonia caudata) ist eine Langfühlerschrecke aus der Familie der Singschrecken innerhalb der Überfamilie der Laubheuschrecken. Es ähnelt sowohl der Zwitscherschrecke als auch dem Grünen Heupferd sehr. Bislang werden zwei Unterarten unterschieden.

## Merkmale
Das Östliche Heupferd sieht den beiden anderen in Mitteleuropa vorkommenden Tettigonia-Arten, der Zwitscherschrecke und dem Grünen Heupferd, ausgesprochen ähnlich. In der Flügellänge und der Körperlänge steht es jedoch zwischen diesen beiden Arten. Außerdem hat es an den Schenkeln des letzten Beinpaars kleine schwarze Dornen. Der Hinterleib ist kurz und dünn, der Halsschild ist klein und nach hinten leicht verlängert. Die Beine sind lang und kräftig. Die Art besitzt auffallend lange Fühler, diese reichen nach hinten gelegt bis über die Flügelspitzen. Ihre Grundfarbe ist hellgrün. Häufig sind ihre Flügel und ihre Thorax-Oberseite bräunlich gefärbt. Die Facettenaugen sind grau mit verschwommenem dunklem Punkt in der Mitte. Beim Weibchen überragt der graugrüne Legebohrer die Flügel um etwa 10 Millimeter. Cerci und Styli vom Männchen sind im Gegensatz zum Grünen Heupferd gleich lang.

## Lebensweise
Das Östliche Heupferd ernährt sich wie das Grüne Heupferd sowohl von Insekten und deren Larven als auch von Pflanzen. Sein Gesang besteht aus kurzen, anschwellenden Schwirrversen. Er ist leiser und gedämpfter als bei der Zwitscherschrecke und nur ca. 10 bis 20 Meter weit hörbar. Das Tier ist auf dem Boden oder auf niedrigen krautigen Pflanzen oder Sträuchern zu finden.

## Verbreitung
Das Östliche Heupferd bewohnt offenes und verbuschtes Grasland bis hin zu steppenartigen Gebieten. In der Nähe des Menschen lebt es auch auf Getreidefeldern und an Straßen- und Wegrändern. Es kommt in Deutschland in Berlin, Brandenburg und vereinzelt im übrigen östlichen Deutschland vor und ist recht selten. In der Roten Liste gefährdeter Arten wird es als Art mit geographischer Restriktion geführt.
Außerhalb Deutschlands erstreckt sich das Verbreitungsgebiet von Belgien, Österreich und der Schweiz über Italien mit einigen küstennahen Inseln im nördlichen Tyrrhenischen Meer, Tschechien, und die Slowakei bis nach Ungarn. Ein abgegrenztes Vorkommen der Art findet sich in der Türkei, in Aserbaidschan, Armenien und Georgien, ein weiteres in Kirgisistan.

## Systematik
Es sind bislang zwei Unterarten bekannt:
- T. c. caudata (Charpentier, 1842) – die Nominatform – kommt in Europa vor
- T. c. mistshenkoi Ozerskij, 1989 – kommt in Kirgisistan vor

Synonyme der Unterart caudata sind T. armeniaca, T. kolenatii, T. longicauda und T. prasina.